# تلمبه طهماسب
تلمبه طهماسب یک منطقهٔ مسکونی در ایران است که در دهستان قره‌باغ واقع شده‌است. تلمبه طهماسب ۱۸ نفر جمعیت دارد.